# 2659 Мілліс
2659 Мілліс (2659 Millis) — астероїд головного поясу, відкритий 5 травня 1981 року.
Тіссеранів параметр щодо Юпітера — 3,203.